# ریچارد جان مید
ریچارد جان مید (انگلیسی: Richard John Meade؛ ۲۵ سپتامبر ۱۸۲۱ – ۲۰ مارس ۱۸۹۴) فرد نظامی اهل بریتانیا بود.